# Copiula minor
Copiula minor är en groddjursart som beskrevs av Menzies och Tyler 1977. Copiula minor ingår i släktet Copiula och familjen Microhylidae. IUCN kategoriserar arten globalt som sårbar. Inga underarter finns listade i Catalogue of Life.